# Paweł III (biskup kołomieński)
Biskup Paweł III, w literaturze określany też jako Paweł Kołomieński (zm. 3 kwietnia?/13 kwietnia 1656?) – prawosławny biskup kołomieński. Jedyny hierarcha, który sprzeciwił się reformom patriarchy Nikona.

## Życiorys
O jego pochodzeniu i życiu niewiele wiadomo. Urodzić się miał we wsi Kołyczewo w guberni niżegorodzkiej w rodzinie wiejskiego duchownego. Święcenia zakonne przyjął w Żółtowodzkim Monasterze pw. św. Trójcy, w którym w roku 1636 pełnił funkcję ekonoma. Od 1651 roku ihumen monasteru w Borowsku. W 1652 roku był jednym z 12 pretendentów do godności patriarszej. 17 października tegoż roku został wyświęcony na biskupa kołomieńskiego.
W 1654 roku na soborze wystąpił przeciwko planom reform patriarchy Nikona. Pod tekstem uchwał soborowych nie złożył swego podpisu, tylko zapisał formułę grożącą anatemą wszystkim, którzy odrzucą ruskie obyczaje liturgiczne. W tym samym roku został przez patriarchę pozbawiony godności biskupiej (wbrew statutom Rosyjskiego Kościoła Prawosławnego, które przewidywały usuwanie hierarchów jedynie przez sobór). Następnie zesłany do monasteru Paleostrowskiego, położonego na jednej z wysp jeziora Onega.
Na temat jego losów po 1655 roku istnieje wiele niejasnych i wzajemnie sprzecznych informacji. Według staroobrzędowców miał być on później przewieziony pod ścisły nadzór do monasteru św. Warłaama Chutyńskiego w Nowogrodzie i tam zabity. Według innych wersji powstałych w kręgu staroobrzędowców rosyjskich miał zostać szaleńcem bożym. Wówczas Nikon, dowiedziawszy się o tym, nasłać miał na niego najemnych morderców. 3 kwietnia (według starego stylu – 16 kwietnia) 1656 roku biskup Paweł Kołomieński miał być spalony na stosie. Zdaniem historyka S. Łobaczewa okoliczności śmierci Pawła nie mogą zostać jednoznacznie rozstrzygnięte, jednak bezpośrednie zainspirowanie przez Nikona jego zabójstwa jest mało prawdopodobne. Paweł zmarł bowiem jeszcze przed rozpoczęciem masowych, popieranych przez władze świeckie prześladowań staoobrzędowców. Oficjalna wersja śmierci biskupa głosiła, że jeszcze w monasterze Paleostrowskim doznał pomieszania zmysłów, uciekł do lasu i utonął w rzece lub został pożarty przez zwierzęta.
Nie ulega jednak wątpliwości, że wkrótce po soborze w 1654 roku już nie żył. Nie zdążył ani wyświęcić kapłanów staroobrzędowych, ani nikomu przekazać sakry biskupiej. Po jego śmierci staroobrzędowcy na długo utracili możliwość utworzenia własnej hierarchii kościelnej.
Wśród zarzutów, jakie obradujący w latach 1666–1667 sobór postawił Nikonowi, było także pozbawienie godności biskupiej Pawła.
Od 1913 roku postanowieniem niżegorodzko-kostromskiego eparchialnego zjazdu staroobrzędowców białokrynickiej hierarchii biskup Paweł wspominany jest w modlitwach jako święty męczennik, który poświęcił życie za wiarę.